# Селезнёв, Антон Германович
Антон Германович Селезнёв (род. 31 марта 1987) — российский хоккеист, нападающий. Тренер.
Воспитанник петербургского хоккея. Начинал играть в сезоне 2002/03 в команде первой лиги «Северсталь-2». Сезон 2005/06 провёл в СКА-2. В следующем сезоне выходил в Суперлиге в составе СКА. Со следующего сезона играл за команды низших лиг «Дмитров» (2007/08), «Нефтяник» Лениногорск (2007/08), «ХК ВМФ» (2008/09 — 2011/12), «Саров» (2012/13 — 2013/14), «Ермак» Ангарск (2014/15), «Ростов» (2014/15), «Тамбов» (2015/16). Завершил карьеру в команде чемпионата Казахстана «Горняк» Рудный, проведя в сезоне 2016/17 два матча.
С 2020 года — тренер в «Динамо-юниор».